# Beaupouyet
Beaupouyet é uma comuna francesa na região administrativa da Nova Aquitânia, no departamento Dordonha. Estende-se por uma área de 23,11 km². Em 2010 a comuna tinha 516 habitantes (densidade: 22,3 hab./km²).